# Ozean der Zukunft
Der Exzellenzcluster Ozean der Zukunft war ein interdisziplinärer, von der DFG geförderter Forschungsverbund der Christian-Albrechts-Universität zu Kiel (CAU) in Zusammenarbeit mit der Muthesius Kunsthochschule (MKHS), dem Institut für Weltwirtschaft (IfW) und dem Helmholtz-Zentrum für Ozeanforschung (GEOMAR). Der Exzellenzcluster wurde im November 2006 im Rahmen der Exzellenzinitiative des Bundes und der Länder gegründet. Teil des Clusters ist auch die „Integrated School of Ocean Sciences“ (ISOS), die als zentrale Plattform für die postgraduierte Lehre der Meereswissenschaften in Kiel aufgebaut wurde. Die Förderung lief bis 2019.

## Ziele
Der Ozean spielt eine entscheidende Rolle für das globale Klimasystem, birgt Gefahren wie zum Beispiel Tsunamis und Seebeben, aber gleichzeitig ein wirtschaftliches Potential in Form von submarinen Rohstoffvorkommen.
Der Cluster hat es sich zur Aufgabe gemacht, notwendige wissenschaftliche Grundlagen in der Ozeanforschung zu liefern. Diese Basis soll in der Entwicklung nachhaltiger Handlungsoptionen und Nutzungsstrategien in Zusammenarbeit mit Politik und Wirtschaft dienen, um angemessene, wissensbasierte und umweltverträgliche Entscheidungen für den Ozean zu ermöglichen.

## Erste Förderungsperiode

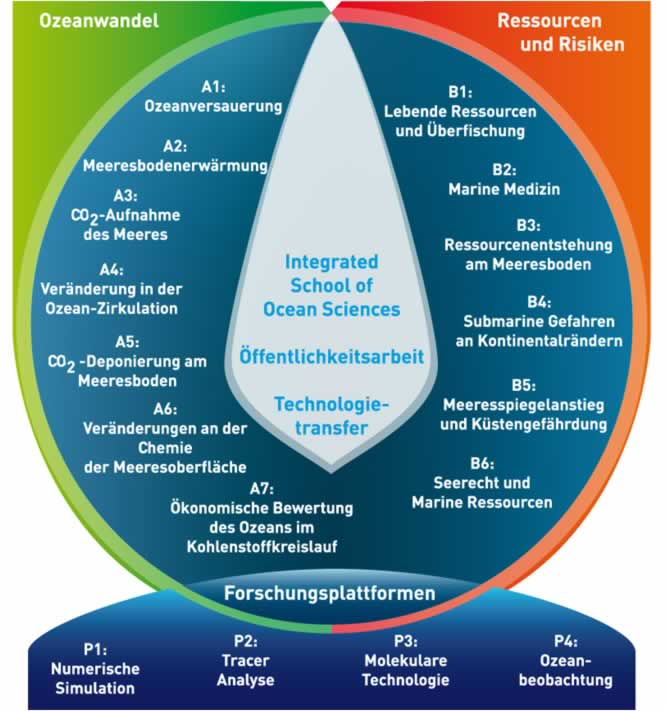
Organigramm der ersten Förderungsperiode

Während der ersten Förderungsperiode, die vom 1. November 2006 bis zum 31. Oktober 2012 andauerte, war der Exzellenzcluster Ozean der Zukunft in zwei Forschungsbereiche, die sich in insgesamt 13 Arbeitsgruppen unterteilten, sowie einen Zentralen Verwaltungsbereich unterteilt. Die Forschungsbereiche waren: (A) „Der Ozean im Klimawandel“ und (B) „Ressourcen und Risiken des Ozeans“. Dem Zentralen Verwaltungs-Bereich waren verschiedene Infrastruktur-Plattformen (P1–P4) untergliedert.

### Der Ozean im Klimawandel
Der Forschungsbereich (A) „Der Ozean im Klimawandel“ beschäftigte sich mit den Ursachen und Auswirkungen des Klimawandels auf den heutigen Ozean. Es wurde untersucht, inwieweit Veränderungen in und am Ozean voneinander abhängig sind und gegebenenfalls aufeinander aufgebaut sein könnten. Er war in insgesamt sieben Arbeitsgruppen unterteilt.
Die Arbeitsgruppe der „Ozeanversauerung“ beschäftigte sich mit den Auswirkungen der Ozeanversauerung auf marine Organismen und versuchte herauszufinden, inwieweit diese Organismen die Veränderungen des pCO2 tolerieren können. Es wurden hierzu Labor- und Feldversuche durchgeführt, um die physiologischen Reaktionen von besonders toleranten Gruppen (z. B. Cephalopoden) und besonders anfälligen Gruppen (z. B. Bivalven) zu vergleichen und zu beurteilen.
Inwieweit die globale Erwärmung Auswirkungen auf die Temperaturen am Meeresboden hat, wurde von der Arbeitsgruppe „Erwärmung des Meeresbodens“ untersucht. Des Weiteren beschäftigte sie sich mit der Frage, ob eine Erwärmung am Grund des Ozeans zu einer Destabilisierung von Gashydraten in besonders empfindlichen Regionen, wie z. B. dem Arktischen Ozean führen kann.
Die mathematische Optimierung von CO2-Aufnahme-Modellen war das Ziel der Arbeitsgruppe „CO2-Aufnahme des Ozeans“. Um das zukünftige Verhalten des Ozeans als CO2-Puffer für die zunehmenden Emissionen in die Atmosphäre erforschen zu können, ist es nötig, die für die Aufnahme verantwortlichen Faktoren (Ozean-Zirkulation, biogeochemische Prozesse) möglichst exakt simulieren zu können.
Die Arbeitsgruppe der Ozeanzirkulation hoffte mit ihrer Forschung vergangene, aktuelle und zukünftige Klimamechanismen besser verstehen zu können. Dabei konzentrierten sie sich bei der Modellierung besonders auf die Ozeanzirkulation, marine biogeochemische Kreisläufe und den atmosphärischen hydrologischen Kreislauf. Die Ziele der Arbeitsgruppe waren zum einen, fundamental andere Klimabedingungen als die heutigen zu simulieren, und zum anderen Klimarekonstruktionen aus Paläoproxydaten zu validieren.
Die Arbeitsgruppe „CO2-Sequestration“ des Exzellenzclusters Ozean der Zukunft beschäftigte sich mit der CO2-Abscheidung und -Langzeitspeicherung im Bereich des Ozeans.
In der Arbeitsgruppe „Ozeanoberflächen-Chemie“ beschäftigte man sich mit dem dünnen Film von oberflächenaktiven Substanzen auf der Meeresoberfläche, der dafür bekannt ist, den Gasaustausch zwischen Ozean und Atmosphäre bereits bei geringen Windgeschwindigkeiten zu behindern. Moderne optische, hauptsächlich Laser-gestützte Detektionssysteme helfen, die Struktur, Zusammensetzung und chemische Reaktivität dieser Oberflächen zu entschlüsseln.
Die Arbeitsgruppe „Bewertung des Ozeans“ betrachtete ökonomisch wertend die verschiedensten Leistungen, die der Mensch aus dem Ozean bezieht. Es wurden Fragen bezüglich des „CO2-Managements“, der „Ozean-Eisen-Düngung“ und deren ökonomische Durchführbarkeit behandelt.

### Ressourcen und Risiken des Ozeans
Der Forschungsbereich (B) „Ressourcen und Risiken des Ozeans“ beschäftigte sich mit den verschiedensten Ressourcen, ihren Abbau- und Gewinnungsmöglichkeiten, aber auch mit der nachhaltigen Nutzbarkeit dieser im Ozean sowie den möglichen Risiken, die der Ozean für den Menschen bereithalten kann. Er war in insgesamt sechs Arbeitsgruppen unterteilt.
In der Arbeitsgruppe „Fischerei und Überfischung“ versuchte man, effizientere Verwaltungsmethoden zu entwickeln, die einen nachhaltigen Umgang mit der globalen Ressource Fisch fördern. Dazu war eine interdisziplinäre Forschung nötig, die ökologische wie auch ökonomische Aspekte betrachtet und in ihre Modelle integriert.
In den letzten Jahren hat man entdeckt, dass viele Gene, die für die Ausbildung von Entzündungskrankheiten beim Menschen verantwortlich sind, einen phylogenetisch alten Ursprung haben. Diese alten Gene lassen sich in den einfachsten marinen Metazoa wiederfinden und studieren. Die Aufgabe der Arbeitsgruppe „Marine Medizin“ war es, die molekularen Wechselwirkungen innerhalb von marinen Organismen mit all seinen zugehörigen Mikroorganismen zu untersuchen und herauszufinden, inwieweit sie z. B. zur Konstanthaltung des epithelischen Milieus beitragen.
Im Ozean kommen große Mengen an natürlichen Rohstoffen von kommerziellem Interesse vor. Gold, Kupfer und Zink lassen sich in Sulfidvorkommen um hydrothermale Quellen finden. Methanhydrate können in den Sedimentschichten der Kontinentalschelfe vorkommen. Die Arbeitsgruppe „Ressourcen auf dem Meeresgrund“ beschäftigte sich mit der numerischen Modellierung der Prozesse, die zur Bildung dieser Rohstoffvorkommen und potentiellen -Lagerstätten führen, und letztendlich auch damit, Prognosen über ihre globale Verteilung durchzuführen.
Erdbeben, submarine Hangrutschungen und daraus resultierende Tsunamis sind große Gefahren für die Küsten aller Kontinente und die dort lebenden Menschen. Die Wissenschaftler des Clusters in der Arbeitsgruppe „Submarine Gefahren“ arbeiteten an der Abschätzung der Verbindung zwischen der Struktur und Dynamik von Subduktionszonen und einem möglichen Erdbebenzyklus. Des Weiteren arbeitete man an der Erforschung von Hangstabilitäts-Problemen an Kontinentalrändern.
Um zuverlässige Prognosen über die zukünftige Küstenentwicklung machen zu können, benötigt man ein fundiertes Wissen über die komplexen und miteinander interagierenden Küstenprozesse. Die Arbeitsgruppe „Meeresspiegelanstieg und Küsten in Gefahr“ konzentrierte sich hierbei auf die Erforschung von rapiden physikalischen und morphologischen Änderungen an den durch natürliche und anthropogene Prozesse gefährdeten Küsten der Erde und im Besonderen von Flussmündungssystemen. Des Weiteren untersuchte man, welche Risiken beim Zusammenspiel von klimainduziertem Meeresspiegelanstieg und den bereits vorhandenen Gefährdungen für die Küsten auftreten könnten.
Die Arbeitsgruppe „Seerecht“ beschäftigte sich mit der Analyse des bestehenden Rechterahmens im Licht aktueller Herausforderungen, die sich aus dem Klimawandel, erhöhter Energieressourcen-Knappheit und der zukünftig möglicherweise höheren Ausbeutung der Meere ableiten.

### Infrastruktur-Plattformen
Die folgenden vier Infrastruktur-Plattformen standen den Wissenschaftlern des Exzellenzclusters während der ersten Förderungsperiode zur Verfügung.
Die „Numerische Simulation“ spielte eine wichtige Rolle in der Ozeanforschung. Insbesondere ist in den Bereichen CO2-Aufnahme des Ozeans und Ozeanzirkulation eine hochleistungsfähige Infrastruktur nötig. Diese bestand unter anderem aus einem eigenen Server für die Verarbeitung seismischer Daten, einem NEC-SX-8-Supercomputer sowie diversen Hightech-Computerprogrammen für die schnelle Datenaufbereitung.
Die „Tracer-Analyse“ war von entscheidender Bedeutung in den Bereichen der Ozeanoberflächen-Chemie, Ozeanversauerung, Ressourcen auf dem Meeresgrund und Erwärmung des Meeresbodens. Dem Cluster standen diverse Hightech-Analyse-Systeme zur Verfügung. Darunter befanden sich ein Gaschromatograph-Isotopenverhältnis-Massenspektrometer (GC-IRMS) MAT 253 sowie weitere hochspezialisierte Massenspektrometer.
Der Infrastrukturbereich „Molekular-Technologie“ wurde hauptsächlich von den Biologen des Clusters in den Bereichen Ozeanversauerung, Erwärmung des Meeresbodens und Marine Medizin genutzt. Er stellte alle nötigen Technologien zur Verfügung, die für die Analyse von organischem Probenmaterial notwendig waren. Diese setzen sich unter anderem aus einem Qiagen BR8000, einem 3730xl DNA Analyzer und einem Biacore X100 sowie diversen Geräten für die Beprobung von organischem Material auf Forschungsschiffen zusammen. 
Zu dem Infrastrukturbereich „Ozean-Observatorien“ zählten alle Instrumente, die zur Observation des Ozeans im Dienst des Clusters standen. Besondere Bedeutung fand die Anwendung in den Bereichen des Meeresspiegelanstiegs, Unterseeische Gefahren und Ressourcen auf dem Meeresgrund. Instrumente die zur Verfügung standen waren u. a. 300 L Mesokosmen, „Ozean Tracer Injektions-Systeme“ (OTIS), FlowCAM, ein Flachwasser-Side-Scan-Sonar, optische Instrumente zur in-situ-Partikelgrößen-Spektren-Bestimmung und Seismometer. Des Weiteren wurden mehrere Modifikationen an dem ROV Kiel 6000 vorgenommen, um die Forschung des Clusters zu unterstützen. Auch Unterwassergleiter kamen zum Einsatz.

## Zweite Förderungsperiode

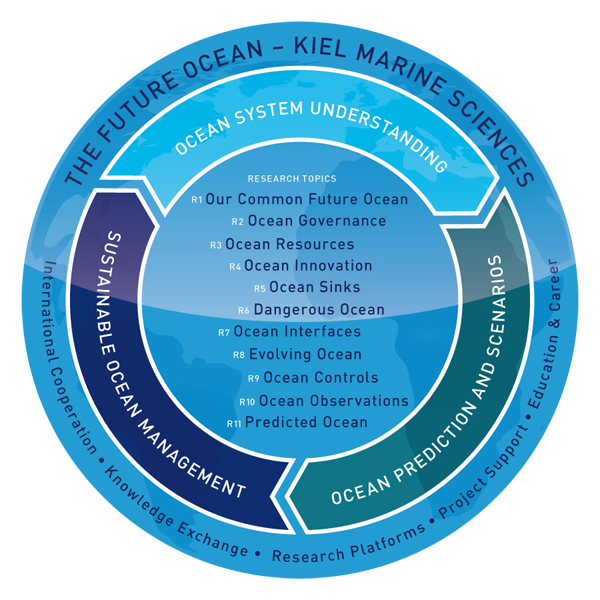
Organigramm der zweiten Förderungsperiode

Am 15. Juni 2012 hat sich der bundesweite Bewilligungsausschuss für die Exzellenzinitiative für eine Verlängerung der Förderung um fünf Jahre entschieden. Während dieser zweiten Förderungsperiode vom 1. November 2012 bis zum 31. Oktober 2017 werden die Forschungsbereiche (A) „Der Ozean im Klimawandel“ und (B) „Ressourcen und Risiken des Ozeans“ der ersten Förderungsperiode beendet und in den großen, komplett integrierten Forschungsbereich (R) „Research Topics“ eingebunden. Der Forschungsbereich (R) wird in 11 multidisziplinäre Arbeitsgruppen unterteilt. Die Verwaltung und Infrastruktur-Plattformen (P1–P4) werden in dem neuen Bereich (S) „Wissenschaftliche Unterstützung“ zusammengefasst. 
In der Arbeitsgruppe „Unser gemeinsamer Ozean der Zukunft“ kommen Wissenschaftler aus den Bereichen Ethik, Ökonomie, Kunst, Politik-, Rechts- und Marinewissenschaften zusammen und arbeiten an einem Konzept für einen nachhaltig nutzbaren Ozean.
Rechts-, Politik-, Marinewissenschaftler, Ökonomen, Philosophen und Geographen bewerten in der Arbeitsgruppe „Regierung des Ozeans“ bereits existierende und schlagen neue Herangehensweisen vor, den Ozean nachhaltig zu regieren.
Im Bereich „Ressourcen des Ozeans“ arbeiten Biologen, Geologen, Ökonomen und Rechtswissenschaftler an der Erforschung des Potentials von organischen und anorganischen Rohstoffen im Meer sowie an neuen Wegen der Verwaltung ebendieser.
In der Arbeitsgruppe „Innovationen aus dem Ozean“ forschen Biologen, Mediziner und Materialwissenschaftler an chemischen, strukturellen und physikalischen Prinzipien aus dem Ozean, um sie für bionische Materialien, Oberflächen-Mikrostrukturen, Überzüge für medizinische Produkte oder Nahrungsergänzungsmittel zu nutzen.
Ökonomen, Rechtswissenschaftler, Mathematiker, Biogeochemiker, Geologen und marine-Biologen arbeiten in der Arbeitsgruppe „Der Ozean als CO2-Speicher“ an einer Abschätzung des Potentials und den Limitationen von marinen CO2-Sequestrations-Techniken.
Geologen, Geoingenieure, Ökonomen und Rechtswissenschaftler erforschen in der Arbeitsgruppe „Gefahren des Ozeans“ ozeanische Gefahren und deren sozio-ökonomische Auswirkungen.
Biologen, Chemiker, Geochemiker, Geologen, Ozeanografen und Mathematiker erforschen die Anreicherung, Veränderung und den Transport von klimarelevanten Substanzen auf und über die Ozeanoberflächen in der Arbeitsgruppe „Grenzflächen des Ozeans“.
In der Arbeitsgruppe „Evolution im Ozean“ versuchen Biogeochemiker, marine-Ökologen, Biologen und Mediziner die rapiden evolutionären Veränderungen von Populationen, Spezies und Gesellschaften im Zusammenhang mit ihrer biogeochemischen Umwelt zu bewerten.
Geophysiker, Biogeochemiker, Paläozeanographen und Klimamodellierer erforschen in der Arbeitsgruppe „Ozeanische Regulierungssysteme“ die Rolle des Ozeans in vergangenen Klima- und Umweltveränderungen und versuchen, die Hauptprozesse und potentiellen klimakontrollierenden Wendepunkte zu entschlüsseln, um Aussagen über die zukünftige globale Erwärmung treffen zu können.
Chemische und physikalische Ozeanographen, Informatiker, Geochemiker, Geologen, Rechtswissenschaftler und Ökonomen entwickeln Sensoren und Programme in der Arbeitsgruppe „Beobachtung des Ozeans“, um eine verbesserte globale, regionale und nachhaltige Observation des Ozeans zu ermöglichen.
In der Arbeitsgruppe „Vorhersagen“ arbeiten Klimamodellierer und Mathematiker an einer Verbesserung moderner Klimamodelle, um die Veränderungen in der regionalen Ozeandynamik und Biogeochemie über die nächsten 50 bis 100 Jahre zu erhellen.

## Organisation
Die Mitgliederversammlung besteht aus den Mitgliedern des Clusters. Sie wird mindestens einmal im Jahr einberufen. Stimmberechtigt und wählbar sind nur Vollmitglieder, assoziierte Mitglieder haben kein Stimmrecht und sind nicht wählbar. Der Sprecher oder seine Vertretung leiten die Mitgliederversammlung. Die Mitgliederversammlung wählt aus ihrer Mitte den Sprecher des Exzellenzclusters und einen Vize-Sprecher, des Weiteren wählt sie aus ihrer Mitte je einen Sprecher für jede Forschungsaktivität sowie je einen Stellvertreter.
Der Rat besteht aus den Mitgliedern des Vorstandes, den Koordinatoren der Forschungsthemen und den Hauptantragstellern. Der Rat wird mindestens zweimal im Jahr einberufen und von dem Sprecher des Exzellenzclusters geleitet. Der Rat entscheidet per Abstimmung über den Gesamt-Finanzierungsantrag an die DFG, schlägt dem Vorstand die Aufnahme neuer Projektbereiche vor und setzt Ausschüsse ein und wählt deren Mitglieder.
Der Vorstand besteht aus dem Sprecher, dem Vize-Sprecher, den Sprechern der Forschungsaktivitäten, einem Vertreter für Genderfragen, einem Sprecher der Nachwuchsgruppenleiter, einem Vertreter der im Exzellenzcluster angestellten, einem Vertreter der im Exzellenzcluster angestellten Postdoktoranden, dem Präsidenten der CAU, dem Direktor des GEOMAR, dem Präsidenten des Instituts für Weltwirtschaft und dem Präsidenten der Muthesius Kunsthochschule. Der Vorstand tritt einmal pro Monat zusammen, sofern eine Tagesordnung vorliegt. Er wird vom Sprecher des Exzellenzclusters geleitet. Der Vorstand entscheidet über Personalangelegenheiten des Exzellenzclusters, soweit sie nicht in die Kompetenz von Berufungskommissionen fallen. Er entscheidet auf der Grundlage der internen Begutachtungsverfahren über die Verwendung der dem Exzellenzcluster von der DFG bewilligten Mittel sowie über die Besetzung des Wissenschaftlichen Beirats.
Sprecher und Koordinierungsteam
Wissenschaftlicher Beirat („Advisory Board“)
Beschlüsse der Organe werden mit einfacher Mehrheit der anwesenden stimmberechtigten Mitglieder gefasst. Eine Stimmübertragung ist nicht zulässig. Für die Beschlussfähigkeit eines Organs ist die Anwesenheit von mindestens 50 % der stimmberechtigten Mitglieder erforderlich.

## Principal Investigators
Die wissenschaftliche Leitung der einzelnen Forschungsthemen obliegt den 25 „Principal Investigators“. Ein jeder ist ein führender Wissenschaftler auf seinem jeweiligen Spezialgebiet. Des Weiteren gibt es 12 „Junior Principal Investigators“. Sie sind die Junior-Forschungsgruppenleiter, die in Phase I angestellt wurden.
Principal Investigators
|    | Vorname, Nachname   | Geburtsjahr | Institut | Forschungsbereich                              |
| -- | ------------------- | ----------- | -------- | ---------------------------------------------- |
| 1  | Christian Berndt    | 1969        | GEOMAR   | Dynamik des Meeresbodens                       |
| 2  | Markus Bleich       | 1964        | CAU      | Physiologie                                    |
| 3  | Claus Böning        | 1954        | GEOMAR   | Ozeanzirkulation & Klimadynamik                |
| 4  | Thomas Bosch        | 1955        | CAU      | Zoologie                                       |
| 5  | Malte Braack        | 1966        | CAU      | Mathematik                                     |
| 6  | Stanislav Gorb      | 1965        | CAU      | Zoologie                                       |
| 7  | Wilhelm Hasselbring | 1964        | CAU      | Softwareentwicklung                            |
| 8  | Kaj Hoernle         | 1960        | GEOMAR   | Marine Geologie                                |
| 9  | Gernot Klepper      | 1951        | IfW      | Umweltpolitik                                  |
| 10 | Arne Körtzinger     | 1963        | GEOMAR   | Marine Biogeochemie                            |
| 11 | Mojib Latif         | 1954        | GEOMAR   | Ozeanzirkulation & Klimadynamik                |
| 12 | Kerstin Odendahl    | 1968        | CAU      | Internationales Recht                          |
| 13 | Sonja Peterson      | 1973        | IfW      | Umwelt und Rohstoff Ökonomie                   |
| 14 | Till Requate        | 1957        | CAU      | Rohstoff Ökonomie                              |
| 15 | Thorsten Reusch     | 1965        | GEOMAR   | Marine Ökologie                                |
| 16 | Ulf Riebesell       | 1959        | GEOMAR   | Marine Biogeochemie                            |
| 17 | Ruth Schmitz-Streit | 1965        | CAU      | Molekularbiologie                              |
| 18 | Ralph R. Schneider  | 1958        | CAU      | Geowissenschaften & Paläozeanographie          |
| 19 | M. Schulz           | 1957        | MKHS     | Raumplanung                                    |
| 20 | Ulrich Sommer       | 1952        | GEOMAR   | Marine Ökologie                                |
| 21 | Anand Srivastav     | 1958        | CAU      | Angewandte Mathematik & Computerwissenschaften |
| 22 | Karl Stattegger     | 1951        | CAU      | Küstengeologie                                 |
| 23 | Friedrich Temps     | 1955        | CAU      | Physikalische Chemie                           |
| 24 | Martin Visbeck      | 1963        | GEOMAR   | Ozeanzirkulation & Klimadynamik                |
| 25 | Klaus Wallmann      | 1960        | GEOMAR   | Marine Biogeochemie                            |

Junior Principal Investigators
|    | Vorname, Nachname   | Geburtsjahr | Institut | Forschungsbereich                              |
| -- | ------------------- | ----------- | -------- | ---------------------------------------------- |
| 1  | Gernot Friedrichs   | 1969        | CAU      | Physikalische Chemie                           |
| 2  | Sebastian Krastel   | 1967        | GEOMAR   | Marine Geologie                                |
| 3  | F. Melzner          | 1976        | GEOMAR   | Marine Ökologie                                |
| 4  | Martin Quaas        | 1974        | CAU      | Rohstoff-Ökonomie                              |
| 5  | Katrin Rehdanz      | 1969        | IfW      | Umwelt und Rohstoff-Ökonomie                   |
| 6  | Philip Rosenstiel   | 1973        | CAU      | Klinische Molecularbiologie                    |
| 7  | Lars Rüpke          | 1975        | GEOMAR   | Marine Geologie                                |
| 8  | Birgit Schneider    | 1971        | CAU      | Biomechanische Modellierung                    |
| 9  | Kerstin Schrottke   | 1971        | CAU      | Küstengeographie                               |
| 10 | Thomas Slawig       | 1962        | CAU      | Angewandte Mathematik & Computerwissenschaften |
| 11 | Tina Treude         | 1973        | GEOMAR   | Marine Biogeochemie                            |
| 12 | Athanasios Vafeidis | 1969        | CAU      | Küstengeographie                               |

## Weiterführende Artikel
- World Ocean Review ein umfassender Bericht, der den Zustand der Weltmeere, Wirkungszusammenhänge zwischen dem Ozean und ökologischen, ökonomischen und gesellschaftspolitischen Bedingungen aufzeigt
- BIOACID deutscher Forschungsverbund zum Thema Ozeanversauerung